# Casa Lo Contador

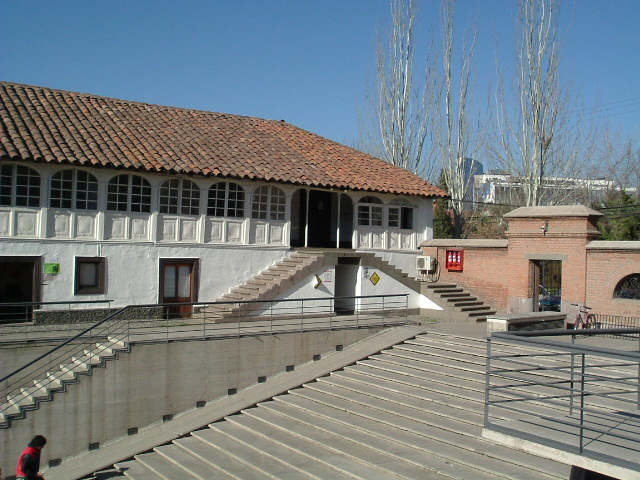
Vista de la fachada norte.

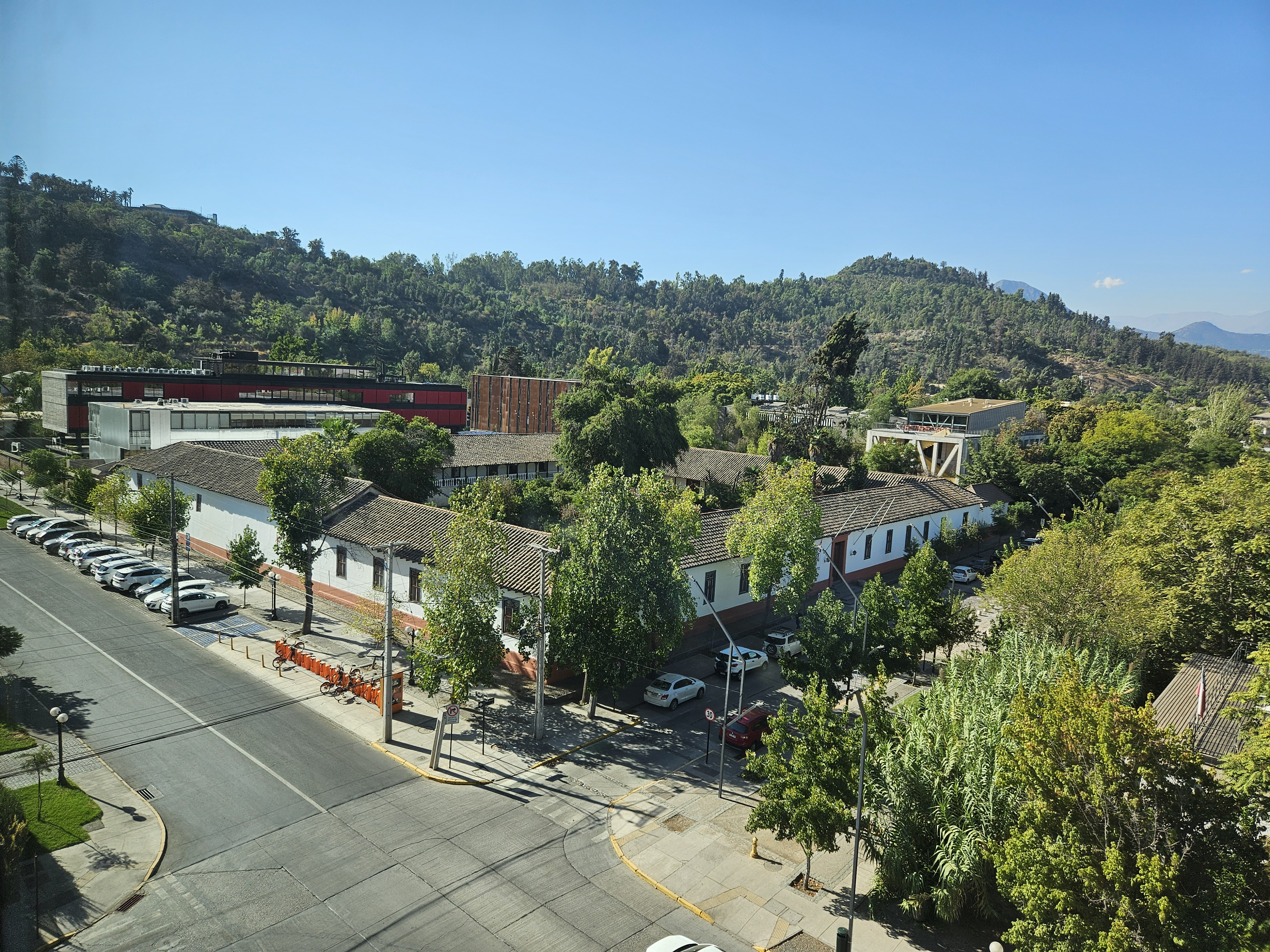
Vista panorámica desde la Clínica Indisa

La Casa Lo Contador, sede de la Facultad de Arquitectura, Diseño y Estudios Urbanos de la Universidad Católica desde 1959, se ubica en la comuna de Providencia de Santiago de Chile, calle El Comendador N°1916. Su arquitectura en adobe es un valioso ejemplo de arquitectura rural suburbana desarrollada en torno a un cuerpo original en alquería.
El edificio original —mandado a construir hacia 1780 por Francisco Antonio Avaria— constaba de un solo cuerpo de dos pisos, construidos en adobe y madera; su edificación se desarrollaba en torno a una hacienda. Entre los siglos XIX y XX el inmueble ha experimentado diversas transformaciones y ampliaciones. Aun así, el conjunto es de gran valor arquitectónico, ya que constituye un fiel testimonio de la época colonial en Chile.
La Casa de Lo Contador fue declarada Monumento Histórico el 9 de agosto de 1974.

## Historia: La chacra de Coyo
Inicialmente los terrenos que actualmente usa la Casona de Lo Contador pertenecían a la chacra de Coyo (salto, en lengua indígena) que durante el siglo XVI fue donada por Pedro de Valdivia a Rodrigo de Araya. 

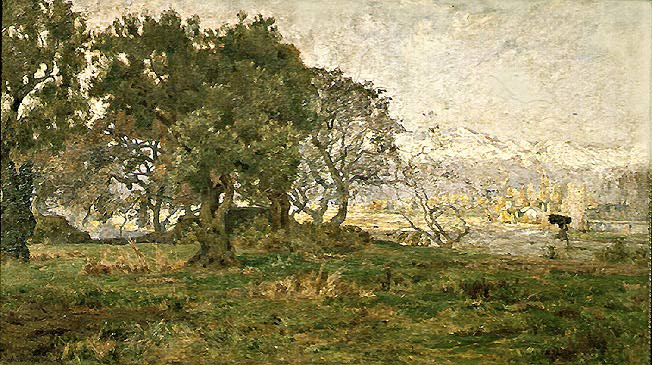
Paisaje de Lo Contador por Alberto Valenzuela Llanos.

A finales del siglo XVIII, Francisco Antonio de Avaria, marido de Matilde Salamanca, compró para su sobrina huérfana, Mercedes Contador, una serie de pequeñas propiedades entre el cerro San Cristóbal y el río Mapocho, que constituyeron la chacra de Lo Contador. Ahí realizó algunas plantaciones, y hacia 1780 comenzó la construcción de la casona, empezando con el volumen norte de dos pisos que aún se mantiene. Esa vivienda formaría parte de la dote de matrimonio de su sobrina. Los terrenos de la chacra correspondían, más o menos, al actual barrio Pedro de Valdivia Norte y desde aquel período se hizo conocida como lugar agrícola y de explotación en gran escala de las abundantes canteras de piedra de los cerros vecinos.

## Casa de Ejercicios San Rafael
Durante el siglo XIX, Mercedes Contador Avaria "amplió el inmueble, para permitir la realización de ejercicios espirituales: alrededor del actual Patio de los Naranjos, levantó una capilla, un refectorio y habitaciones para los ejercitantes". La propiedad, que pasó a ser conocida como Casa de Ejercicios San Rafael, fue así configurando la forma que actualmente tiene, como un edificio cerrado en torno a un patio central. 
La vocación religiosa de la casa se mantuvo bajo el cargo de los sucesores de Mercedes Contador, Diego Antonio Martínez Dávila y Luis Martínez Martínez, aunque los ejercicios se realizaban con mucho menos frecuencia.

## Familia Martínez
Hacia 1900 los Martínez efectuaron cambios de pisos y cielos de la casona, y remodelaron algunas fachadas, principalmente por la escasa ventilación y las malas condiciones que presentaba a consecuencia de varios saqueos sufridos y por ser haber sido utilizada como hospital durante la Guerra del Pacífico. Estos cambios preparan a la casa para lo que sería la urbanización del sector de Pedro de Valdivia Norte y su definitiva inserción en la ciudad. 
Parte importante de este proceso de inserción fue la construcción del puente Pedro de Valdivia por Luis Martínez, ya que por primera vez se concretaba una conexión estable con la ribera sur del río Mapocho y la ciudad de Santiago.

## Pedro de Valdivia Norte
Los loteos de la chacra de Lo Contador comenzaron en los años 1930 a partir de varias ventas de terrenos realizados por Don Luis Martínez; se hicieron de oriente a poniente en un proceso muy rápido que da inicio al barrio jardín Pedro de Valdivia Norte y a la calle Pedro de Valdivia, que conservó el nombre.
Cuando este proceso de urbanización amenazaba con absorber finalmente a la casona y sus huertos, la sucesión de Luis Martínez decidió venderla a un precio mínimo a la Universidad Católica gracias a las gestiones Sergio Larraín García-Moreno, entonces decano de la Escuela de Arquitectura, que convenció a las autoridades universitarias de convertirla en sede la Facultad.
Fue así como a casa original de Lo Contador, declarada Monumento Histórico en 1974, pasó a albergar desde 1959 la hoy Facultad de Arquitectura, Diseño y Estudios Urbanos de la Pontificia Universidad Católica de Chile.